# Kotelnia Bojarska (sielsowiet Klejniki)
Kotelnia Bojarska (biał.: Кацельня-Баярская, Kacelnia-Bajarskaja, ros.: Котельня-Боярская) – wieś w rejonie brzeskim obwodu brzeskiego; wchodzi w skład sielsowietu klejnickiego (klejnikawskiego).

## Geografia
Miejscowość położona między Bugiem a białoruskimi wsiami Terebuń, Szumaki, Kostycze, Nepli; nieco powyżej polskiej miejscowości Krzyczew.

## Historia
W okresie Rzeczypospolitej Obojga Narodów należała do powiatu brzeskiego, województwa brzeskiego.
W XIX w. wieś znajdowała się w powiecie brzeskim guberni grodzieńskiej.
W okresie międzywojennym Kotelnia Bojarska należała do gminy Motykały w powiecie brzeskim województwa poleskiego. Według spisu powszechnego z 1921 r. była to wieś licząca 13 domów. Mieszkały tu 84 osoby: 41 mężczyzn, 43 kobiety. Pod względem wyznania mieszkańcy deklarowali się jako prawosławni, a pod względem narodowości jako Białorusini.
Po II wojnie światowej w granicach ZSRR i od 1991 r. w niepodległej Białorusi.

## Zabytki
- Cerkiew Przemienienia Pańskiego (Spaso-Preobrażeńska) wzniesiona w 1609 r.[5], obecnie cerkiew parafialna należąca do dekanatu (благочиние) Brześć-Rejon[6] eparchii brzeskiej i kobryńskiej Egzarchatu Białoruskiego Patriarchatu Moskiewskiego. Świątynia często wymieniana w opisie sąsiedniej wsi Szumaki.